# Cleidion lemurum
Cleidion lemurum är en törelväxtart som beskrevs av Mcpherson. Cleidion lemurum ingår i släktet Cleidion och familjen törelväxter. IUCN kategoriserar arten globalt som akut hotad. Inga underarter finns listade i Catalogue of Life.